# Living It Up – Nur eine Woche Millionär
Living It Up – Nur eine Woche Millionär (Originaltitel: La gran vida) ist eine spanische Filmkomödie aus dem Jahr 2000. Regie führte Antonio Cuadri, das Drehbuch schrieben Carlos Asorey und Fernando León de Aranoa.

## Handlung
Martin arbeitet als Busfahrer für ein Madrider Verkehrsunternehmen. Er ist frustriert und will Selbstmord begehen. Als er sich von einer Brücke stürzen will, spricht ihn Salva an und rät ihm, es sich doch noch eine kleine Weile gut gehen zu lassen und von der Mafia eine hohe Geldsumme zu leihen, für die Martin eine Woche als Millionär leben könnte. Martin nimmt den Rat an, und Salva fungiert als sein Buchhalter.
Zunächst läuft alles gut, bis Martin auf einer Party die mexikanische Kellnerin Lola kennenlernt und sich in sie verliebt. Martin schöpft neuen Lebensmut und gibt seine Selbstmordabsichten auf. Da er jedoch die geforderte Summe nicht zurückzahlen kann, wird er zunehmend paranoid und flüchtet vor den vermeintlichen Mafiosi. Währenddessen verliebt sich auch Lola in Martin, nachdem sie am Anfang nur mit ihm anbandeln wollte, um ihn zu bestehlen. Sie beabsichtigte nämlich, ihre kranke Schwester zu versorgen, die einen Selbstmordversuch schwerverletzt überlebt hat. Salva erzählt Martin von den betrügerischen Absichten Lolas und verschafft ihm eine Fluchtmöglichkeit vor der Mafia ins Ausland. Doch anstatt zu fliehen, beschließt Martin Lola zur Rede zu stellen. Diese gibt freimütig zu, dass sie Martin um sein Geld bringen wollte, dieser verlässt daraufhin enttäuscht die Wohnung. Misstrauisch geworden beobachtet und folgt er heimlich Salva und erkennt, dass auch Salva ein Mafioso ist. Er wollte Martin dazu benutzen, eine größere Summe Geldes zu waschen: Er hatte darauf zu achten, dass Martin das ihm zur Verfügung gestellte Geld nur in von der Mafia kontrollierten Geschäften ausgab. So wurde das Geld unauffällig gewaschen. Martin kehrt zu Lola zurück, und beide beschließen, neu anzufangen.

## Kritiken
Das Lexikon des internationalen Films schrieb, der Film sei eine „sympathische schwarze Komödie, deren Thema (…) mittlerweile (…) nicht mehr sonderlich originell ist“. Er unterhalte jedoch „dank guter Darsteller“.

## Auszeichnungen
Carmelo Gómez wurde im Jahr 2001 für den Preis Fotogramas de Plata nominiert.

## Hintergrund
Der Film startete in den spanischen Kinos am 11. Oktober 2000 und spielte dort ca. 1,4 Millionen Euro ein. In Deutschland wurde er im November 2001 auf Video veröffentlicht.